# ギデオン・J・ピロー
ギデオン・ジョンソン・ピロー（英: Gideon Johnson Pillow、1806年6月8日-1878年10月8日）は、アメリカ合衆国の弁護士、政治家であり、南北戦争では南軍の将軍である。ドネルソン砦の戦いでのまずい采配で記憶されている。

## 初期の経歴
ピローはテネシー州ウィリアムソン郡で、ギデオン・ピローとアン・ペイン・ピロー夫妻の息子として生まれた。1827年にナッシュビル大学を卒業し、テネシー州コロンビアで後のアメリカ合衆国大統領ジェームズ・ポークの共同経営者として法律の実務に就いた。1833年から1836年はテネシー州民兵隊の准将を勤めた。

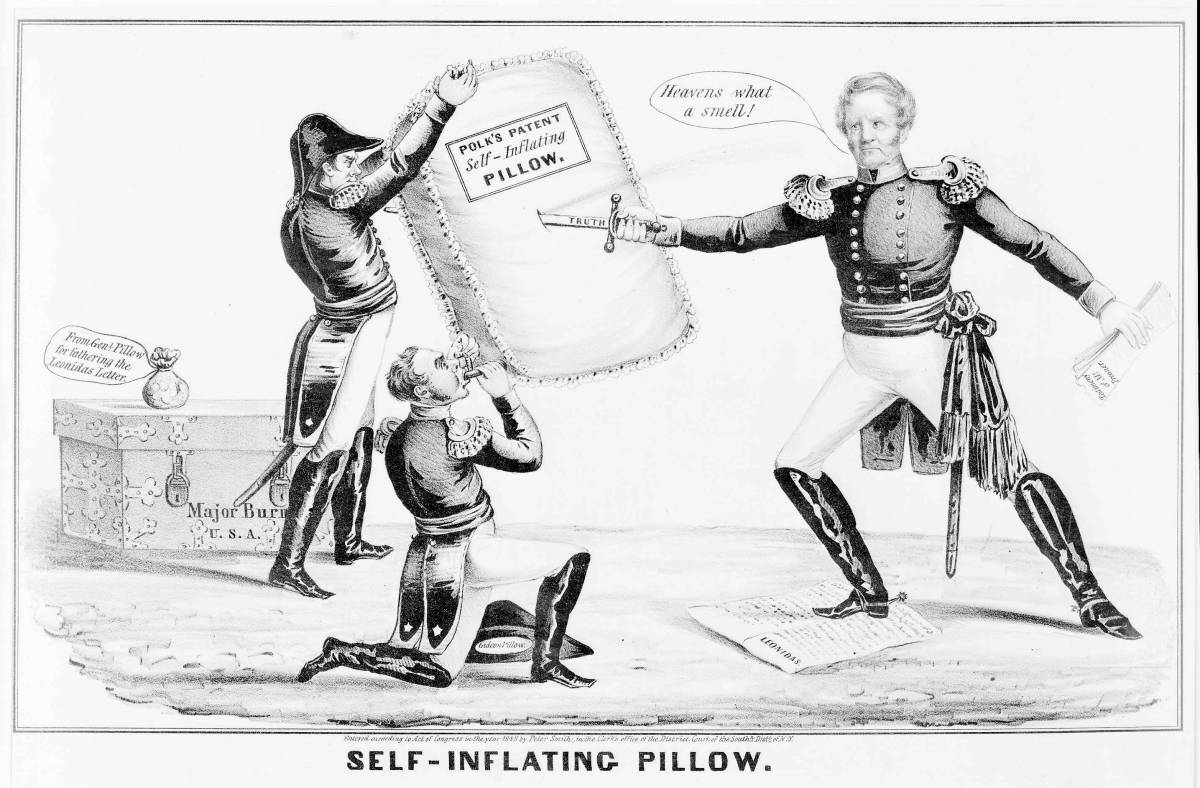
1840年代の新聞漫画、米墨戦争の指揮官ウィンフィールド・スコットの信用を落とすためにピローが自己宣伝している。ピローの名前に引っ掛けて枕が使われている。

米墨戦争のとき、ピローは1846年7月に准将としてアメリカ陸軍に参加し、ポーク大統領が1847年4月13日にピローを少将に昇進させた。ピローはセルロ・ゴードの戦いで右腕を、チャプルテペクの戦いでは左足を負傷した。戦争中にメキシコにおけるアメリカ軍指揮官ウィンフィールド・スコット将軍と衝突するようになった。匿名の手紙が、実際にはピローが書いたものだが、1847年9月10日に「ニューオーリンズ・デルタ」紙で掲載され、署名は「レオニダス」となっており、最近のコントレラスの戦いとチュルブスコの戦いにおけるアメリカ軍の勝利はピローの功績であると誤った情報を載せた。これらの戦いは実際にはスコットが勝ち取ったものだった。ピローの陰謀が露見すると、スコットに逮捕され軍法会議に掛けられた。ポークはピローを弁護する立場であり、スコットをワシントンに呼びつけた。1848年3月に始まった裁判では、給与支払担当のアーチボルド・W・バーンズ少佐がピローの命令で「レオニダス」名の手紙を書いた者であると証言した。ピローは罪を免れたが、1848年7月に軍隊から除籍された。
ピローのスコットに対する敵意は1852年の大統領選挙でも発揮され、候補者のスコットに反対して、米墨戦争ではピローの部下であったフランクリン・ピアースを支持した。ピローは副大統領の指名を得ようとしたが、拒絶された。ピローは1856年にも再度副大統領の指名を得ようとし、失敗した。

## 南北戦争
ピローはアメリカ合衆国からの脱退には反対したが、南北戦争が始まって直ぐに南軍に加担し、1861年5月9日付けでテネシー州民兵隊の上級少将として軍務を始めた。7月に南軍の准将に指名され、「解放軍」と呼ばれた部隊の指揮を短期間任された。間もなく西部戦線の指揮官アルバート・ジョンストン将軍の下に付いた。最初の戦闘は11月のベルモントの戦いであり、対する北軍のユリシーズ・グラント准将にとっても最初の戦いだった。この戦闘は南軍の勝利と考えられているが、概して引き分けだった。それでもピローとその部隊は1861年12月6日に下記のアメリカ連合国議会の感謝決議を受けた。
...数でも士官の力でも敵の勢力が自軍より遥かに勝るという最も不利な状況下で、その敵の攻撃に対して数時間に亘って示された必死の勇気に対して、また最初は大惨事になる恐れがあったものを立派な勝利に変えたその技術と勇敢さに。
ピローはレオニダス・ポーク少将と不和になって12月28日に除隊したが、間もなくそれが軽はずみな決断だったと悟り、ジェファーソン・デイヴィス大統領の命令を得ることで辞任を取り消すことができた。ピローが復隊するとカンバーランド川を守る重要拠点であるドネルソン砦の指揮を任された。しかし、これは短期間の任務であり、他に3人の准将が砦任務となったときに終わった。その一人はジョン・B・フロイドで元バージニア州知事、ジェームズ・ブキャナン政権の陸軍長官であり、ピローの上級士官だったので、ピローは自ら非公式の地位である副指揮官に収まった。
ドネルソン砦の戦いのとき、ピローは軍左翼の正式な指揮官であるブッシュロッド・ジョンソンを実質的に支配し、1862年2月15日にこの翼を率いて砦の中に包囲されている南軍を解放するために脱出路を開く意図で急襲を行った。グラント軍に対するこの攻撃は初め成功したが、ピローは不可解にもその前進していた位置から兵を退いて塹壕線まで戻らせてしまい、そこで脱出前に部隊の補給を行おうとしたが、それでその朝に折角勝ち取った陣地を無くしてしまった。フロイドや他の将軍達はピローのことを怒ったが、既に遅くその誤りを正せなかった。2月16日の朝の作戦会議で、将軍達は軍隊と共に降参することに合意した。フロイドはもし捕まった場合に反逆罪で告発されることを怖れ、軍隊指揮官の地位をピローに渡したが、ピローも同様な心配があったので即座にまたサイモン・B・バックナー准将に指揮官職を渡した。ピローはその夜に小さなボートでカンバーランド川を渉り逃亡した。フロイドも同様にバックナーがグラントに降伏する前にそのバージニアから連れてきた2個連隊を連れて逃亡した。
歴史家の中にはグラントが圧倒的な優位さを確保せずにことを急いだのでドネルソン砦を襲撃できなかったと判断した。しかしグラントがピローを知っていたことがその自身の重要な要素になった。グラントはその自叙伝で次のように書いた。
私はメキシコでピロー将軍と識り合っており、どんな軍隊でも、それがどんなに小さくても、彼が守るように言われた塹壕から銃の射程内に進めると判断した。当時の参謀士官達にこのことを話した。フロイドが指揮官であることを知っていたが、彼は軍人ではなく、ピローの見せ掛けに負けると判断した。
ピローは中央ケンタッキー軍の第3師団指揮官に就いたが、4月16日にジェファーソン・デイヴィスが「（ドネルソンで）軍隊の降伏に繋がった軍事行動の重大な判断ミス」と言って、その指揮官職を取り上げる命令を出した。ストーンズリバーの戦いの2日目にはジョン・ブレッキンリッジ少将師団の1個旅団を指揮し、ブレッキンリッジの攻撃の丁度1時間前に戦場に到着した。ブレッキンリッジは、ピローが木の陰に縮こまっているのを見て怒り、前進を命じた。この戦闘の後、ピローはブラクストン・ブラッグ将軍がブレッキンリッジの不運な結果に終わった攻撃を実行したことを中傷した時、これを声に出して支持した。ピローはその後戦闘の任務に就くことはなかった。テネシー軍の志願兵および徴兵局を指揮し、1865年には捕虜の兵站総監になった。1865年4月20日にアラバマ州ユニオンスプリングスで北軍に捕まり、5月にモンゴメリーで釈放された。8月28日には大統領特赦を受けた。

## 戦後
南北戦争後、ピローは破産に追い込まれたが、元テネシー州知事アイシャム・G・ハリスの共同経営者としてテネシー州メンフィスで法律事務を始め、成功した。ピローはアーカンソー州リー郡で死に、メンフィスのエルムウッド墓地に埋葬されている。